# Counteraction -V-Rock covered Visual Anime songs Compilation-
『Counteraction -V-Rock covered Visual Anime songs Compilation-』（カウンターアクション ヴイロック・カヴァード・ヴィジュアル・アニメ・ソングス・コンピレーション）は、ヴィジュアル系アニメソングのコンピレーション・アルバム。2012年5月23日にビクターエンタテインメントからリリースされた。

## 概要
アニメとヴィジュアル系のカウンターカルチャーを融合させた、ヴィジュアル系アニメソングのカヴァー・コンピレーション・アルバムである。ヴィジュアル系アーティストによってリリースされて来た新旧アニメヒットソング14曲が、新鋭ヴィジュアル系アーティストによってカヴァーされている。発売に先駆けて全収録曲の着うた先行配信と、ニコニコ生放送で2週にわたってプログラムが組まれた。ニコ動系アーティスト・家の裏でマンボウが死んでるPの竜宮ツカサがジャケットアートワークを手掛け、作品の世界観を表現している。

## 収録曲
| #   | タイトル                                                                                      | 作詞 | 作曲・編曲 | 時間 |
| --- | --------------------------------------------------------------------------------------------- | ---- | ---------- | ---- |
| 1.  | 「INVOKE（機動戦士ガンダムSEED）」(NoGoD / オリジナル・T.M.Revolution)                        |      |            | 4:44 |
| 2.  | 「the WORLD（DEATH NOTE）」(ギルド / オリジナル・ナイトメア)                                  |      |            | 3:49 |
| 3.  | 「ROCKET DIVE（AWOL -Absent Without Leave-）」(アンド / オリジナル・hide with Spread Beaver)  |      |            | 3:55 |
| 4.  | 「モノクロのキス（黒執事）」(DaizyStripper / オリジナル・シド)                                |      |            | 3:59 |
| 5.  | 「真夏の扉（ヤマトタケル）」(ν ［NEU］ / オリジナル・GLAY)                                    |      |            | 4:58 |
| 6.  | 「endless loop（LEGEND OF BASARA）」(DIAURA / オリジナル・ROUAGE)                             |      |            | 4:55 |
| 7.  | 「Lu:na（新・北斗の拳）」(HERO / オリジナル・GACKT)                                           |      |            | 3:28 |
| 8.  | 「1/3の純情な感情（るろうに剣心 -明治剣客浪漫譚-）」(FEST VAINQUEUR / オリジナル・SIAM SHADE) |      |            | 3:44 |
| 9.  | 「88（家庭教師ヒットマンREBORN!）」(EVE / オリジナル・LM.C)                                   |      |            | 3:50 |
| 10. | 「堕天使BLUE（KAIKANフレーズ）」(AYABIE / オリジナル・Λucifer)                                |      |            | 3:38 |
| 11. | 「ハルカ…（神風怪盗ジャンヌ）」(OZ / オリジナル・PIERROT)                                     |      |            | 4:58 |
| 12. | 「ロマンス（セクシーコマンドー外伝 すごいよ!!マサルさん）」(樹威 / オリジナル・PENICILLIN)    |      |            | 5:14 |
| 13. | 「僕クエスト（遊☆戯☆王ZEXAL）」(宇宙戦隊NOIZ / オリジナル・ゴールデンボンバー)                |      |            | 4:56 |
| 14. | 「Forever Love（X）」(アヲイ / オリジナル・X JAPAN)                                           |      |            | 6:37 |